# Битва при Тагине
Битва при Тагине, также используются названия Битва при Гуальдо-Тадино и Битва при Бустагаллорум, состоялась в конце июня/начале июля 552 года в рамках кампании восточных римлян по покорению Италии. Вооружённые силы Восточной Римской империи и королевства остготов столкнулись в местечке Тадина близ Гуальдо-Тадино на Апеннинском полуострове.
В начале сражения командовавший римскими силами Нарсес занял оборону на холме посреди долины. Готы попытались обойти его с тыла по единственной дороге, однако были биты армией врага. Генеральное сражение долгое время ни одна из сторон так и не начинала, поскольку король остготов Тотила дожидался подхода подкрепления, а римляне не собирались выходить из обороны. Когда дополнительные силы остготов прибыли, Тотила начал наступление, ударив в центр вражеской армии. Однако та выдержала напор, а лучники обстреляли врага с флангов. Удар конницы в тыл готам решил исход боя, в ходе которого, согласно историку Прокопию Кесарийскому, погибло 6 тысяч «варваров».
Битва окончилась решительной победой византийцев, в ходе неё (или в ходе последующего отступления германцев) погиб король остготов Тотила. Они избрали нового короля, однако он не смог предотвратить дальнейшее продвижение противника и в том же году пал на поле боя. Отдельные очаги сопротивления римлянам удалось подавить к 555, а в 561 году пал последний оплот остготов Верона, и Восточная Римская империя завершила покорение полуострова.

## Предыстория
В 535 году ведший активную завоевательную политику император Восточной Римской империи Юстиниан I объявил войну остготам и послал одного из своих лучших военачальников, прославленного Велизария, в наступление на Сицилию. К концу года армии под его командованием удалось подчинить остров, и уже в следующем году она вторглась в Италию. В 537—538 годах капитулировал Рим, а в 540 году Велизарию удалось подчинить столицу противника, город Равенну. Исход войны уже казался определённым, но затем военачальника отозвали в Константинополь, благодаря чему готам дали время отправиться от поражения. В 541 году на выборах их королём стал Тотила, который провёл серию успешных наступлений, отбив почти всю Италию. В 544 году сюда вернулся Велизарий, однако было уже поздно. В 546 году пал Рим, который византийцы вернули в следующем году, но снова потеряли три года спустя. Велизарий покинул Италию в 549 году, а в следующем году император Юстиниан назначил своего двоюродного брата Германа командовать итальянской кампанией, но тот умер осенью того же года. В 551 году Юстиниан назначил нового полководца, Нарсеса, евнуха и императорского камергера, руководить наступлением. Последний был уже стар, но опытен, и не раз сражался именно с готами.
Нарсес покинул Константинополь весной 551 года, чтобы присоединиться к военачальнику Иоанну в Салоне. Его армия состояла из примерно 20—32 тысяч человек, включая большое количество иностранных союзников: 6 тысяч лангобардов, посланных королём Аудоином на помощь римлянам, 4 тысяч герулов под командованием Филемута и Арута, 400 гепидов и нескольких гуннов. В состав армии также входили солдаты из Фракии и Иллирии, набранные Нарсесом, и персидские всадники, перешедшие на сторону римлян, которыми командовал Кавад, внук персидского шахиншаха того же имени, который, будучи ребёнком, был участником заговора против Хосрова I Ануширвана, и в дальнейшем был вынужден бежать к Юстиниану под защиту.
Весной 552 года армия Нарсесса отправилась из Салоны в Северную Италию. Тотила позволил франкам взять под контроль большую часть долины реки По и послал свои лучшие войска в Верону, чтобы замедлить продвижение римлян, но Нарсес уклонился от встречи с ними, пройдя маршем близко к побережью. В июне 552 года войска Нарсеса достигли Равенны, где к ним присоединилось подкрепление во главе с военными магистрами Юстином и Валерианом. Нарсес оставался в Равенне в течение девяти дней, прежде чем решил продолжить поход на юг. Он оставил здесь гарнизон, возглавляемый Юстином, и отправился в Рим. По пути ему пришлось миновать Аримин, который находился под готским контролем. Согласно секретарю Велизария и историку Прокопию Кесарийскому, целью Нарсеса было как можно скорее встретиться с войсками Тотилы в бою.

## Расположение и планы сторон
Когда Тотила и его отряды узнали о нападении Нарсеса, они покинули Рим и отправились в поход, чтобы встретиться с Нарсесом в генеральном сражении. Готская армия понесла большие потери в ходе 17-летней войны, и Тотиле пришлось пополнить свои ряды беглыми рабами и крестьянами. Многие солдаты готских войск также были перебежчиками из восточноримской армии. Невыплаченное Юстинианом жалованье и привычка Тотилы хорошо относиться к пленным солдатам привели к тому, что многие восточные римляне присоединились к войскам Тотилы. Прокопий не называл численность «варварских» сил, но по существующим оценкам, она составляла от 16 до 20 тысяч человек. Войска Тотилы расположились лагерем возле деревни Тагина на Фламиниевой дороге, что близ современного города Гуальдо-Тадино в Умбрии, в Центральной Италии. Войска Нарсеса расположились лагерем примерно в 20 км от лагеря готов возле Бустагаллорум, который находился недалеко от Сентинума, где древние римляне в решающем сражении разбили галлов и этрусков в 295 году до нашей эры. Это же сражение произошло в конце июня — начале июля 552 года.
Первоначальным планом Нарсеса было встать в оборону и подготовиться к нападению готов, в то время как его противник собирался прибыть на исходные позиции прямо перед началом нападения и, послав конницу в лобовую атаку, зайти другими подразделениями в тыл противника.

## Сражение
Нарсес расположил свою армию в глубокой обороне и принялся ждать готов. Он выбрал точку на Фламиниевой дороге, которая шла по небольшой долине реки Боно. Она располагалась на высоте по сравнению с самой долиной. Место было труднодоступным, а слева армия находилась под защитой небольшого холма. Нарсес считал, что готы находятся в крайне невыгодном положении, поэтому предложил противнику заключить мир или отложить сражение. Тотила отверг мирные переговоры, однако заявил о переносе битвы на 8 дней вперёд. Нарсес не поверил этому и вывел свою армию на позиции. Готы появились на поле боя на следующий день.
Единственной дорогой в тыл византийской армии была тропа вокруг небольшого холма слева от римлян. Нарсес отправил 50 человек ночью для того, чтобы обследовать маршрут и убедиться в отсутствии опасности обхода. На следующее утро готы предприняли несколько попыток захватить путь, направив против римлян конницу, но узкий маршрут и сложный рельеф местности помогли последним отразить атаки. Армия сгруппировалась в центре на склоне холма. На обоих крыльях армии располагались отряды конницы, вооруженной луками и копьями. Левое крыло, которым командовали Нарсес и военачальник Иоанн, состояло из лучших войск армии и гуннов. Правым крылом командовали Валериан, Дагистай и ещё один Иоанн, который командовал остальной римской кавалерией. Перед каждым крылом находилось по 4 тысячи лучников, а за левым крылом — ещё полторы тысячи кавалеристов. Согласно Прокопию, 500 из них должны были действовать как резервный «отряд быстрого реагирования», а остальные — зайти в тыл врага, если готская пехота атакует римский центр или фланги. Готы, вероятно, группировали свои армии таким же образом: пехота в центре, а конница на флангах. Тотила шёл в бой вместе со своими людьми, вдохновляя их на сражение. Аналогично поступил и Нарсес, который дополнительно ввёл награды наиболее храбрым и отличившимся в бою воинам.
Долгое время ни одна из сторон не начинала атаку. Тотила пытался оттянуть битву, дождавшись подкрепления в лице 2 тысяч готских всадников. Согласно Прокопию Кесарийскому, он надел свои позолочённые доспехи и проехался на коне между войсками, показывая своё мастерство всадника. Тотила попытался возобновить переговоры с противником, но на сей раз Нарсес их отверг. Прокопий также рассказывает, как римский солдат по имени Коккас, перешедший на сторону готов, вызывал любого римлянина на дуэль. Вызов принял Анзал, армянин, служивший в телохранителях Нарсеса. Оба мужчины вскочили на ноги и бросились друг на друга. Коккас направил копьё на своего противника, но в последний момент Анзал уклонился и ударил копьём в Коккаса, который замертво упал на землю. Этот инцидент вызвал бурные аплодисменты со стороны римской армии.
В полдень прибыли 2 тысячи всадников, которых ожидал Тотила, и он приказал своей армии удалиться в свой лагерь на обед, где переоделся в форму простого солдата. Согласно Прокопию, Тотила надеялся, что отступление готов заставит римлян ослабить бдительность и тем самым позволит совершить внезапное нападение. Нарсес, однако, приказал своим людям держаться на месте и поесть, не уходя с поля боя. Через некоторое время готы вернулись с подкреплением и обнаружили, что римляне ждут их. Тотила изменил строй своей армии и теперь расположил всю свою конницу в одну большую линию, а пехоту позади них, чтобы конница могла при необходимости отступить под прикрытие. Из рассказа Прокопия ясно, что большая часть армии готов состояла из конницы, а их пехота считалась слабой, малочисленной и ненадёжной. Нарсес понял, что готы собираются начать массированную атаку на центр римской армии. Он приказал лучникам обоих крыльев переместиться на фланги и сформировать строй в форме полумесяца. Лучники также сформировали полумесяц на возвышенности, вне досягаемости кавалерии, основной силы противника.
Битва длилась недолго, и, по словам Прокопия, обе стороны провели её мужественно. Тотила приказал своим войскам использовать только копья и отказаться от луков и другого оружия. Конница готов атаковала римский центр как одно большое войско и понесла некоторые потери от стрел лучников, но не стала обращать на них внимание, пытаясь пробить брешь в обороне врага. В ходе недолгого столкновения копейщики в центре римской армии удержали свои позиции, и готская конница была вынуждена отступить. После этого Валериан мог отправить свои 1500 кавалеристов в тыл врагу, но доподлинно его действия неизвестны. Однако известно, что вся армия перешла в наступление, не дав врагу время на перегруппировку сил. Конница готов, не сумев отойти под прикрытие пехоты, обратилась в беспорядочное бегство, сметая в том числе и своих. Римская кавалерия преследовала врага крайне ожесточённо и многих перебила. Прокопий писал о 6 тысячах убитых готов.
Сам Тотила бежал с пятью воинами, преследуемый таким же количеством римских всадников, которые не знали, кого они преследуют. До наступления ночи римляне подошли достаточно близко, чтобы один из гепидских воинов смертельно ранил Тотилу копьём. Однако готам удалось спастись, и они похоронили Тотилу в местечке Каррее (возможно, нынешняя Каррара) примерно в 15 километрах от места битвы. Прокопий также рассказывает другую версию смерти Тотилы. Согласно этой версии, Тотила был смертельно ранен стрелой во время битвы и был вынужден отступить, что привело к бегству готов. Римляне поняли, что Тотила умер, только когда готская женщина показала им его могилу. Римляне, узнав о смерти врага, выкопали тело для того, чтобы убедиться в этом, а затем перезахоронили вновь.

## Последствия
Причиной победы римской армии Прокопий Кесарийский называет дисциплину, которую военачальники смогли внедрить в разношёрстные «варварские» силы. Эта самая дисциплина играла существенную роль в победах империи во время правления Юстиниана Великого, причём не только над «варварами», но и над персами. Выжившие в битве готы выбрали своим новым королем Тейю, приближённого Тотилы. Нарсес, в свою очередь, отправился на юг и завоевал Рим. Затем он осадил город Кумены, где готы хранили казну своего государства. Тейя со своей армией поспешил на помощь городу, но войска Нарсеса разбили готов в октябре 552 года в битве в Кампании. Сам Тейя сложил в битве свою голову, как и многие его люди, и Нарсес позволил остальным готам спокойно покинуть Италию. Смерть вождя положила конец организованному сопротивлению готов, хотя отдельные стычки продолжались до 555 года. В 554 году Нарсес разбил алеманнов и франков, которые всё ещё вторгались в Италию, в битве при Вольтурно. Однако последний город под готским контролем, Верона, не сдавался до 561 года.